# Sistema di Dispersione di Nebbia

Il Sistema di Dispersione di Nebbia (FIDO) (in inglese "Fog Intense Dispersal Operation" o "Fog, Intense Dispersal Of") era un sistema di sicurezza per l'aviazione militare che mirava a disperdere la nebbia e lo smog denso dalla pista di atterraggio, in modo che gli aerei potessero atterrare anche in condizioni di visibilità avversa. Il sistema fu sviluppato da Arthur Hartley per le stazioni di bombardieri della RAF britannica e consentiva l'atterraggio degli aerei di ritorno dai raid sulla Germania, bruciando carburante su entrambi i lati della pista per far evaporare la nebbia.
Il sistema FIDO fu sviluppato durante la Seconda guerra mondiale presso il Dipartimento di Ingegneria Chimica dell’Università di Birmingham, nel Regno Unito. L’invenzione viene ufficialmente attribuita al dottor John David Main-Smith, originario di Birmingham e principale funzionario scientifico del Dipartimento di Chimica del Royal Aircraft Establishment di Farnborough, nello Hampshire.
Come prassi dell’epoca, il brevetto congiunto (n. 595.907), detenuto dal Ministero delle Forniture, venne condiviso anche con il capo dipartimento, il dottor Ramsbottom, in segno di cortesia. Il riconoscimento formale del contributo di Main-Smith è confermato da una lettera del Ministero dell’Aeronautica, inviata alla sua vedova dopo la guerra e oggi conservata dal figlio, Bruce Main-Smith (febbraio 2008).
Sebbene JD Main-Smith fosse comproprietario del brevetto FIDO, dopo la Seconda guerra mondiale non derivarono royalties dall'uso civile nel Regno Unito, poiché consumava troppo benzina. Nel tentativo di quantificare il salvataggio delle vite umane tra gli equipaggi, Bruce Main-Smith ipotizzò un numero pari a 11.000 aviatori, seppur non tutti sarebbero di nuovo in grado di volare. 

## Il sistema
Il dispositivo FIDO era composto da due condotte posizionate lungo entrambi i lati della pista, attraverso le quali veniva pompato carburante — solitamente benzina prelevata direttamente dal deposito dell’aeroporto. Il carburante veniva espulso mediante ugelli installati a intervalli regolari lungo le condotte e incendiato da una serie di bruciatori, generando intense fiammate. Il sistema prevedeva l’immagazzinamento del combustibile in quattro grandi serbatoi cilindrici verticali, collocati ai margini dell’aeroporto. Questi erano protetti da bassi muretti in mattoni, realizzati per contenere eventuali perdite, e rivestiti con mattoni comuni per proteggerli da schegge e dal calore delle fiammate. 
Quando la nebbia impediva agli aerei alleati di localizzare e distinguere le piste di atterraggio, essi venivano dirottati verso aeroporti dotati del sistema FIDO. Anche i bombardieri notturni della RAF, spesso danneggiati durante le missioni, venivano indirizzati a questi aeroporti per garantirne l'atterraggio in sicurezza. In caso di attivazione, le pompe del sistema FIDO iniziavano a immettere il carburante nelle condotte. Per accendere il carburante, una Jeep dotata di un tizzone acceso trainato sul retro percorreva rapidamente i bordi della pista, incendiando i vapori in uscita. In alcuni casi, l’accensione veniva eseguita anche da uomini in bicicletta o a piedi.
Il risultato era una linea continua di fiamme lungo la pista che scaldava l’aria sovrastante. Il calore generato faceva evaporare le minuscole gocce di nebbia sospese, aprendo un varco visibile nella nebbia direttamente sopra la pista e consentendo ai piloti di vedere il suolo durante la fase di atterraggio. Dopo l’atterraggio, gli aerei venivano rapidamente rimossi e dispersi su piazzole rigide. Il giorno seguente, se necessario, venivano sottoposti a riparazione, riforniti di carburante e rimandati in servizio

## La procedura per l'equipaggio di volo prima dell'introduzione del FIDO
Prima dell'avvento del FIDO, la nebbia rappresentava una seria minaccia per gli aerei che rientravano dalle missioni. Quando vaste zone del Regno Unito erano avvolte dalla fitta nebbia, la prassi suggeriva ai piloti di dirigersi verso il mare e, mentre si trovavano ancora sopra la terraferma, di lanciare l'equipaggio con il paracadute, abbandonando il velivolo al suo destino in mare. Considerando che le incursioni aeree spesso coinvolgevano centinaia di aerei, le perdite di bombardieri potevano essere ingenti a causa di queste condizioni meteorologiche avverse.

## Test di FIDO
Il 4 novembre 1942, a Moody Down, nell'Hampshire, venne testato per la prima volta un sistema FIDO sperimentale, che consentì di diradare con successo 200 metri di fitta nebbia fino a un'altezza di 80 ft (24,3 m). Il primo sistema FIDO su vasta scala fu installato nel gennaio 1943 e un aereo, pilotato dal vice maresciallo dell'aria DCT Bennet, atterrò con successo tra le fiamme, sebbene non in condizioni di nebbia.
I primi voli di successo nella nebbia si verificarono il 17 luglio 1943, quando un Airspeed Oxford dello Squadrone n. 35 della RAF pilotato dal Flying Officer (in seguito Flight Lieutenant) Edward Noel Holding (numero RNZAF 402185) effettuò tre avvicinamenti e partenze nella fitta nebbia con il Group Captain Basil Robinson . Robinson venne ucciso durante le operazioni un mese dopo. Holding sopravvisse alla guerra e morì ad Auckland, in Nuova Zelanda, nel 2008.

## L'uso di FIDO

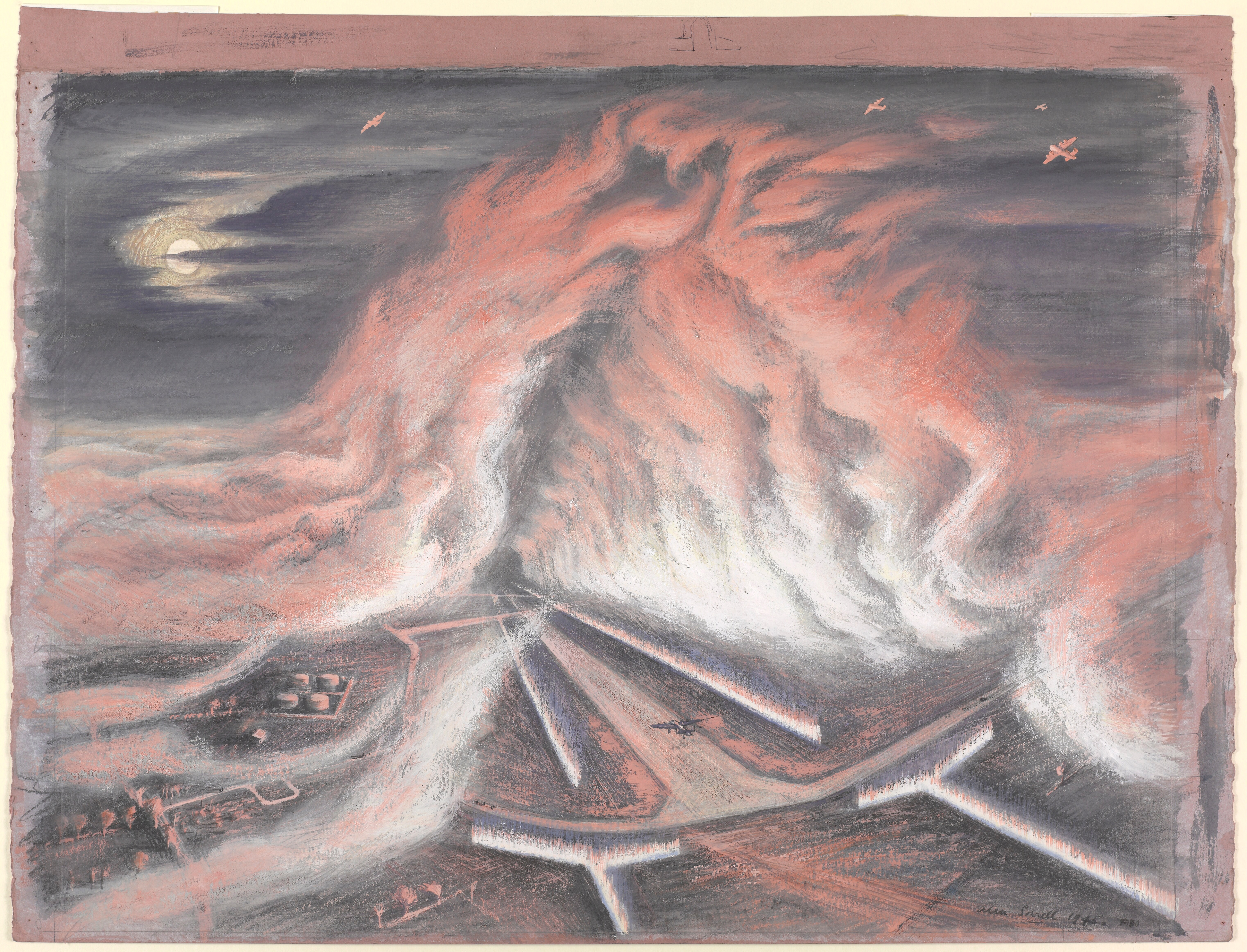
FIDO in funzione, 1945 (Art.IWM ART LD 5593), Alan Sorrell, Imperial War Museum

FIDO ha utilizzato enormi quantità di carburante, fino a 100 000 galloni imperiali (120 000 US gal; 450 000 l) all'ora. Negli aeroporti con piste più lunghe, come RAF Carnaby, ne veniva utilizzato fino al doppio. Nonostante l'eccessivo consumo di carburante, si ritenne che il dispositivo compensasse ampiamente i costi operativi derivanti dalla riduzione delle perdite degli aerei.
I sistemi FIDO furono utilizzati in molte stazioni della RAF in Inghilterra durante la Seconda guerra mondiale.
L'ultimo aeroporto dotato di FIDO in cui venne mantenuto un sistema fu la RAF Manston; il sistema fu disponibile per uso di emergenza fino al 1952. A causa degli elevati costi, l'uso doveva essere segnalato al Ministro dell'Aeronautica.
L'installazione iniziale di FIDO fu progettata e realizzata lungo la pista 1 dell'aeroporto di Londra Heathrow, ma i tubi e gli altri raccordi non furono mai installati.
Il FIDO è stato installato anche negli aeroporti nordamericani tra cui Arcata, California, la stazione aerea di Eareckson, la stazione aerea navale di Whidbey Island e l'aeroporto militare di Amchitka, risalente alla seconda guerra mondiale, sull'isola di Amchitka nelle isole Aleutine .

## Applicazioni

### RAF
- RAF Hartford Bridge (Hampshire - ribattezzato Blackbushe il 30 settembre 1944)
- RAF Bradwell Bay (Essex - l'unico sistema FIDO predisposto per recuperare gli aerei in direzione sud-ovest, ovvero in atterraggio a nord-est)
- RAF Carnaby (Yorkshire) - Area di atterraggio di emergenza
- Mercato RAF di Downham (Norfolk)
- RAF Fiskerton (Lincolnshire)
- RAF Foulsham (Norfolk)
- RAF Graveley (Cambridgeshire)
- RAF Ludford Magna (Lincolnshire)
- RAF Manston (Kent) - Area di atterraggio di emergenza
- RAF Melbourne (Yorkshire)
- RAF Metheringham (Lincolnshire)
- RAF St Eval (Cornovaglia)
- RAF Sturgate (Lincolnshire)
- RAF Tuddenham (Suffolk)
- RAF Woodbridge (Suffolk) – Area di atterraggio di emergenza

### Internazionale
- Épinoy - Francia
- Aeroporto di Arcata-Eureka - California, Stati Uniti
- Stazione aerea di Eareckson - Shemya, Isole Aleutine, Alaska, Stati Uniti
- Stazione aeronavale di Whidbey Island - Washington, Stati Uniti
- Aeroporto militare di Amchitka - Amchitka, Isole Rat, Isole Aleutine, Alaska, Stati Uniti

## Galleria d'immagini

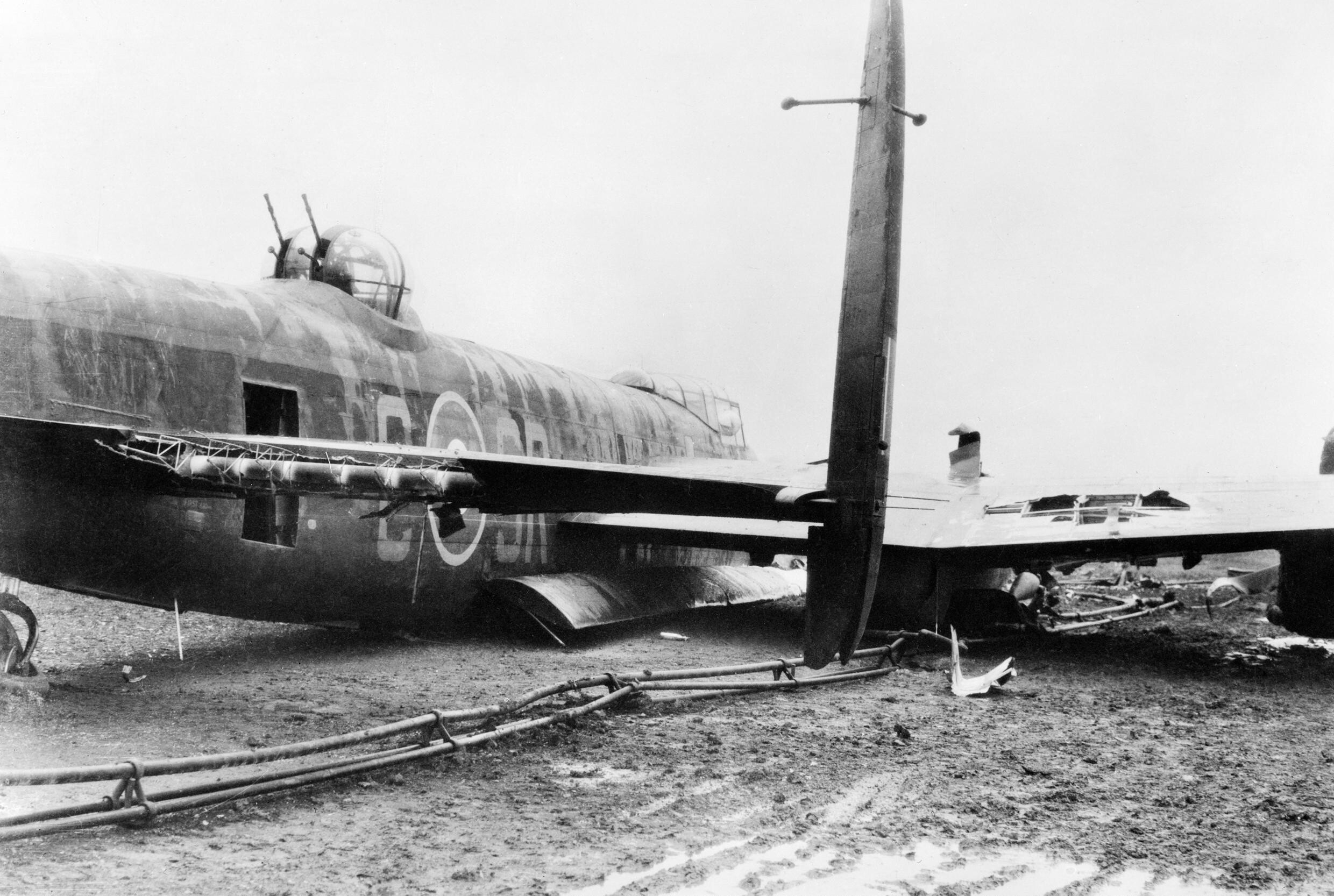
Un bombardiere della RAF precipitato che ha danneggiato le condutture e i bruciatori FIDO durante lo schianto
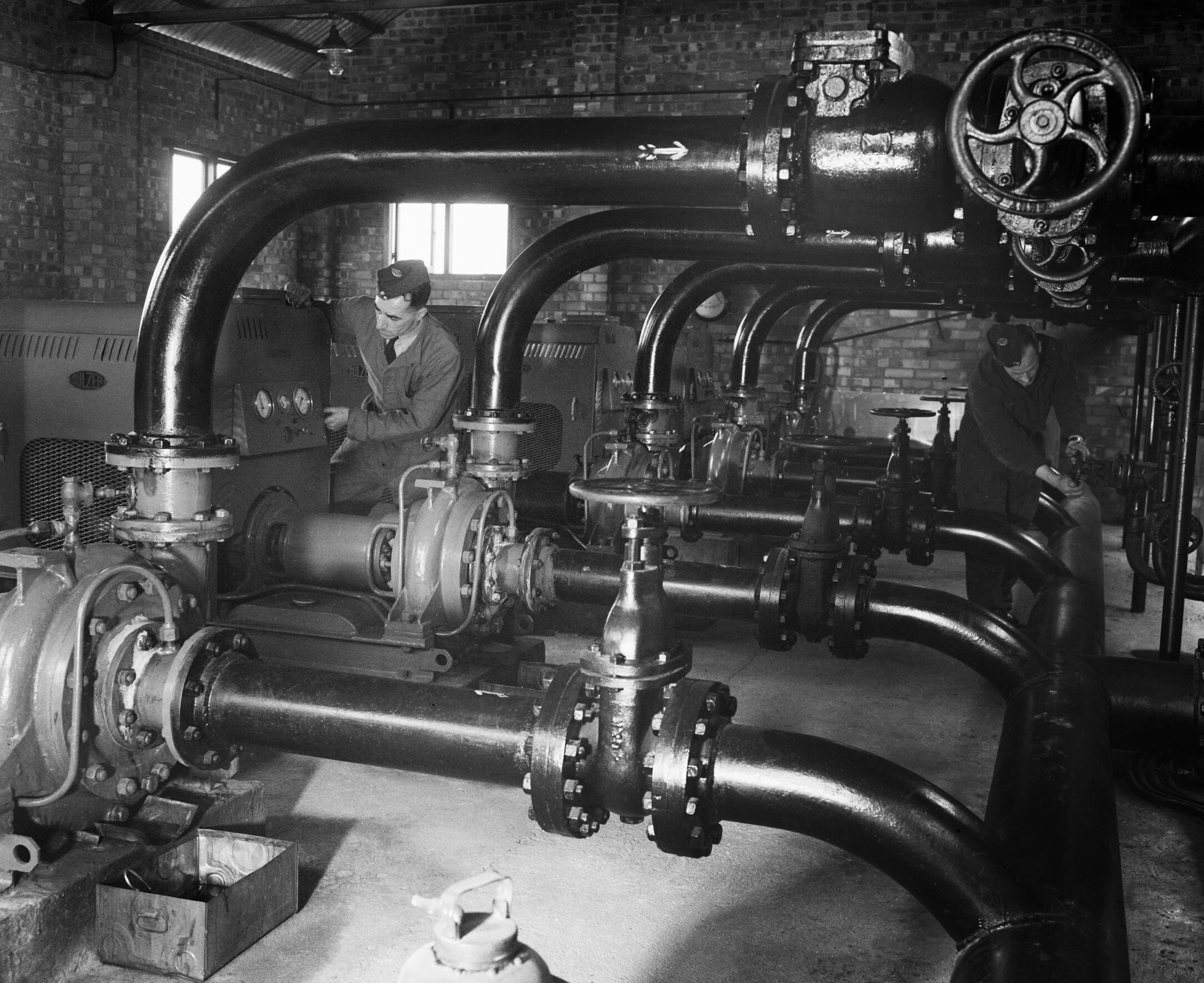
Pompe di alimentazione benzina FIDO installate presso la RAF Graveley